# Sol y Lluvia
Sol y Lluvia es un grupo musical chileno fundado en 1978 por los hermanos Labra.
Su música se basa en una guitarra acústica y una percusión de bombo y kultrunes para desarrollar canciones simples y bailables. Sus letras directas han hecho referencia a la paz, la represión, las desigualdades sociales y la oposición hacia la dictadura militar liderada por Augusto Pinochet. La agrupación se ha mantenido en general al margen de los medios y la industria discográfica.

## Historia
Los integrantes de la banda no se reunieron originalmente debido a la música. Los hermanos Labra instalaron en 1975 un taller de serigrafía en la comuna de San Joaquín, con apoyo de los planes de fomento a la industria desarrollados entonces por la Iglesia Católica. En ese lugar, donde trabajaron cerca de veinte personas, Charles y Amaro Labra comenzaron a hacer música en los momentos de descanso, inspirados en lo que ellos llamaban «la revolución de la esperanza». Este principio subyace desde entonces en toda la historia de la agrupación, que se constituyó como tal cuando el par de hermanos salió a tocar a sindicatos y universidades.
Bautizados primero como Antu Auka (en mapudungun, «Sol rebelde»), las composiciones del dúo fueron de tema político. Su música estaba influenciada por el movimiento de Nueva Canción Chilena y por la situación de represión que vivía Chile con los militares recién llegados al poder. Amaro Labra había sido dirigente estudiantil mientras estudiaba Administración de Empresas en la Universidad de Chile, y asumió la voz del grupo y la composición de las primeras canciones.
En 1978 la banda fue rebautizada como Sol y Lluvia, y empezó paulatinamente a aumentar la frecuencia de sus presentaciones, sobre todo en espacios vinculados a la oposición al régimen, tales como peñas, centros poblacionales y actos universitarios. Esa opción les significó enfrentarse varias veces con la represión militar. El 11 de septiembre de 1978, los dos hermanos fueron sorprendidos por agentes de seguridad lanzando volantes en la calle, por lo cual fueron primero detenidos y luego vigilados por organismos de inteligencia.
Dos años después, el grupo produjo de manera artesanal su primer casete, Canto + vida (1980), el cual vendían personalmente en sus actuaciones, junto con los afiches y tarjetas que elaboraban en el taller de serigrafía. Su acercamiento a los circuitos del movimiento del Canto Nuevo les permitió, en 1982, protagonizar una semana de conciertos en el Café del Cerro, durante los cuales registraron su segunda producción: Canto es vida.
Fue en ese momento cuando Sol y Lluvia consolidó su camino como una opción profesional. El grupo ya contaba con varias canciones propias, Charles Labra había enriquecido la percusión con nuevos kultrunes y bombos, e integrando ahora platillos, toms, caja y timbales, creando lo que llega a conocerse como «percusión andina». En 1983, se incorporó de forma definitiva Jonny Labra, el hermano menor del dúo, como bajista del conjunto. Con una singular estructura de power trio, la banda inició una segunda etapa en su historia, con edición de discos y giras promocionales. La resistencia antidictadura siguió siendo parte importante de su trabajo musical.

## Éxitos y logros
Canciones como «Adiós general» (una versión libre del tema «Adiós juventud», del uruguayo Jaime Roos), «Un largo tour», «Para que nunca más» y «Armas, vuélvanse a casa», entre otras, se convirtieron en referentes de los circuitos de oposición a la dictadura. En actos poblacionales, universitarios y de derechos humanos la presencia del trío se hizo habitual, y destacó por la simpleza y el carácter directo y frontal de su propuesta. Las influencias de la murga uruguaya, los ritmos nortinos y el rock clásico distinguieron claramente a Sol y Lluvia de los músicos con los que compartían escenario, formados casi en forma exclusiva por trovadores o músicos con formación académica. Fue todo esto el soporte de su creciente popularidad.
Letras con referencias a la paz, la pobreza, la familia y Dios les valieron más de alguna vez asociaciones con el Partido Demócrata Cristiano. Los integrantes de Sol y Lluvia no tuvieron militancia política hasta avanzados los años 90, cuando Amaro Labra se vinculó directamente al Partido Comunista.[cita requerida] Durante la dictadura, los músicos obedecieron más bien a las lógicas de la oposición que buscaba enfrentarse a los militares en forma pacífica. «Teníamos raíces cristianas, pero nada más que eso», explica hoy día Amaro Labra.
En ese contexto, y siempre al margen de la industria musical, editaron su primera producción de estudio como trío: A desatar esperanzas, en 1987 (reeditado como CD por el sello Alerce, en 1997). Allí incluyeron varios de sus temas clásicos, algunos de ellos ya registrados en los casetes anteriores. Esa tarea continuó al año siguiente con + Personas, que completó dos producciones distribuidas por el sello EMI. Fueron vendidas más de 40 mil de esas grabaciones, pese a que el público hacía copias domésticas que circularon de mano en mano, en una difusión subterránea que el propio grupo fomentó.
En 1988, Sol y Lluvia se incorporó activamente a la campaña por el NO en el plebiscito de octubre. Incluso el 6 de octubre, un día después de que la dictadura reconociera su derrota, el titular principal del diario Fortín Mapocho fue: «Adiós General, adiós carnaval», con el epígrafe «Autor: El Pueblo de Chile. Intérprete: Sol y Lluvia».
Aunque en ese momento el grupo se encontraba en una gira por Canadá, tocando ante los circuitos del exilio chileno, ese reconocimiento es hoy un hito de su historia y una muestra de cuán arraigadas estaban sus canciones en la contingencia política nacional. Sobre esa base, entonces, Sol y Lluvia grabó al año siguiente un nuevo disco en vivo (en un concierto en el Teatro California), el cual rotularon El aire volverá (1989). Con esa edición se inauguró una serie de tres discos en vivo que el conjunto lanzó en los años siguientes: Adiós General, adiós carnaval (1990) fue grabado el último día de la dictadura militar de Pinochet, en el Estadio Santa Laura ante 25 mil personas. Somos gente de la tierra (1992) fue el registro de un concierto en el court central del Estadio Nacional, que incluyó varias canciones originales.
Para ese proceso, Sol y Lluvia ya había sumado un charanguista a su formación. Primero fue Juan Flores (que en 1990 partiría a Illapu y actualmente es integrante del reconocido grupo nacional Inti-Illimani) y luego Patricio Quilodrán, además del quenista Marcelo Concha. Con esa nueva alineación y un sonido más andino, el grupo volvió a los estudios de grabación para registrar el disco Hacia la tierra (1993), donde además incorporaron una batería electrónica. Una carátula que mostraba a todos sus integrantes desnudos (y que luego fue cambiada) generó cierto revuelo público que no repercutió, sin embargo, en el impacto del disco, que tuvo una respuesta claramente menor que la de sus trabajos anteriores.
A mediados de los años 90, la actividad de Sol y Lluvia experimentó una evidente baja cuando Amaro Labra se incorporó al sello Alerce como ejecutivo, y aunque desde allí reeditó ciertos pasajes de la discografía de su banda, ya a finales de la década, el grupo había recuperado su sitial de popularidad. En abril de 1999, Sol y Lluvia se convirtió en el primer grupo chileno en llenar el coliseo central del Estadio Nacional, en un concierto para el que convocaron a casi 60 mil personas.

## Nuevos tiempos
En ese mismo período el grupo de San Joaquín experimentó la crisis más importante de su historia. Charles Labra, cofundador del conjunto, se enfrentó a sus hermanos públicamente, y en 2000 renunció para crear un nuevo grupo: Antu Kai Mawen (Sol y Lluvia, en mapundugun). Desde allí, y con nuevos músicos, comenzó a tocar el repertorio del grupo, pero sobre todo en la calle y en las micros. Charles Labra inició así una historia paralela que ya incluye discos propios y que lo mantiene activo en la música, aunque en un camino más bien marginal en comparación con el de sus hermanos.
Sol y Lluvia continuó en su propia ruta —y con Harley Labra, hijo de Amaro, en las percusiones—, registró La vida siempre (2000), un nuevo disco cuyo lanzamiento convocó a cinco mil personas en el Teatro Monumental. Como quinteto, y con un percusionista y un guitarrista invitados, el grupo ha reformulado sus viejos temas, y se ha presentado dentro y fuera de Chile con regularidad. Han compartido escenario con Los Jaivas, Illapu, Gondwana e Inti-Illimani, entre muchos otros; y realizado dos giras por Europa, editando por primera vez un nuevo disco con etiqueta multinacional.
La conspiración de la esperanza (2004) es esa producción, que incluye un tema del cubano Silvio Rodríguez y un videoclip promocional del sencillo «Wanted», y que consolidó la formación de septeto del grupo. Si bien no tuvo gran difusión en los medios, eso no afectó la actividad de una banda acostumbrada a moverse fuera de esos circuitos. Un año después, el conjunto editó su primer DVD, registrado en un concierto junto a Inti-Illimani Histórico: un paso más de esta banda que ya se empina como un grupo veterano en su género, con un discurso político claro y con una sólida respuesta del público, especialmente en los sectores populares de la sociedad chilena.
El 14 de junio de 2013 lanzaron su álbum de estudio Clima humana en el Teatro Caupolicán de Santiago.

## Miembros
- Amaro Labra, voz y guitarra
- Joseph Barahona, quena, zampoña, charango y voz
- Felipe Labra, bajo
- Diego Alvarez, batería
- Fabián Córdova, guitarra eléctrica
- Carlos Soto, trompeta
- Francisca Fernanda, trombón
- Ricardo Espinoza, quena, zampoña

### Miembros pasados
- Charles Labra, percusión andina y voz. (desde 1976 hasta 2000)
- Jonny Labra: bajo (desde 1985 hasta 2013)
- Harley Labra: Batería (1994 hasta 2023)
- Patricio Quilodrán, quena, zampoña, charango y voz (desde 1989 hasta 2012)
- Juan Flores, charango y vientos andinos
- Jaime Vásquez, saxo
- Pedro Villagra, saxo
- Marcelo Concha, quena, zampoña, charango saxo  y voz (desde 1989 hasta 2022)

## Discografía

### Álbumes en estudio
- 1980: Canto + Vida (Autoedición)
- 1987: A desatar esperanzas (Edición independiente)
- 1988: + personas (Edición independiente)
- 1989: Testimonio de paz (Alerce)
- 1993: Hacia la tierra (Alerce)
- 2000: La vida siempre (Alerce)
- 2004: La conspiración de la esperanza (Universal)
- 2013: Clima humana (Mastér Media)

### En vivo
- 1982: Canto es vida (Autoedición)
- 1989: El aire volverá (Edición independiente)
- 1990: Adiós General, adiós carnaval (Edición independiente)
- 1992: Somos gente de la tierra (Alerce)
- 2005: Sol y Lluvia vive!!! (Autoedición)
- 2012: Sol y LLuvia 30 Años en Vivo!!! (Mastér Media)

### Colectivos
- 1989: 19. Festival des politischen Liedes (Amiga)
- 1993: El sonido de los suburbios (Alerce)
- 1994: Antología del Canto Nuevo (Alerce)
- 1995: Canto Nuevo, antología volumen 2 (Alerce)
- 1998: Tributo a Víctor Jara (Alerce)
- 2006: Mil voces Gladys (Dicap)

### DVD
- 2005: Sol y Lluvia vive!!! (Autoedición; grabado en vivo el 6 y 7 de mayo de 2005, Estadio Víctor Jara, Chile)
- 2005: Allende: El sueño existe. DVD (Alerce; participación especial con la canción «Un largo tour»)
- 2013: Canto para no Olvidar (FeriaMix; participación con las canciones «Adiós General», «Un largo tour» y «La certeza»)